# Jindeok de Silla
Jindeok de Silla (c. 654) reinó como la reina de Silla, uno de los tres reinos de Corea. Fue la reina número 28, y la segunda reina que reinó siguiendo a su predecesora la reina Seondeok. Durante su reinado compitió con Baekje por un lugar en la corte China Tang. También es conocida por escribirle un poema al emperador Gaozong de Tang.

## Reinado
La reina Jindeok, reinó entre 647 y 654, fue coronada como la segunda reina que reinó Silla después de la reina Seondeok. Fue la última monarca del rango de Seongol, la clase más alta en el sistema de castas única de Silla. Su nombre real fue Seungman. Su padre fue Kim Gukban, el menor de los hermanos del rey Jinpyeong, y su madre fue Lady Wolmyeong. El reinado de Jindeok tuvo como principal importancia la política exterior. Con el asesoramiento del general Kim Yushin pudo fortalecer las defensas de Silla y mejorar ampliamente sus relaciones reales con la china Tang. Estos logros sentaron las bases para la unificación de los tres reinos (Silla, Baekje y Goguryeo).